# 上地春奈
上地 春奈（うえち はるな、1980年5月3日 - ）は、日本の女優。
沖縄県出身。ホリプロ所属。

## 人物
- 趣味は水族館へ行くこと[1]。特技は酒盛り[1]。
- 本来の読み方は『うえち』だが、上地雄輔が有名になったこともあり、『かみじ』と呼ばれることもある[2]。漢字表記が同じことから、勝手に親近感が沸いていたと言い、上地雄輔とも直接会ったこともあり、共演もしている[3]。
- 森三中[4]、横峯さくらと親交がある。横峯家とは家族ぐるみの付き合いもしている[5]。
- 上京したきっかけは、同郷の安室奈美恵にあこがれてのことだったがそれはネタで本当はDREAMS COME TRUEの吉田美和にあこがれて上京した[4]。
- 具志堅用高を中心とする親睦会『具志堅会』のメンバーである[6]。

- 福田雄一監督の作品に多く出演している。
- 2022年8月10日、結婚したことを発表[7]。

## 出演

### バラエティ番組
- ハッピー♥ラボ（2009年、JCN系列） レギュラー
- SKE48のマジカル・ラジオ（日本テレビ、2011年11月2日） - 具志堅ハブ美 役
- ナカイの窓（日本テレビ） - 2014年4月23日、『具志堅会』のメンバーとして出演
- 踊る!さんま御殿!!（日本テレビ） - 2014年6月24日、『沖縄軍団』のメンバーとして出演
- ザ!世界仰天ニュース（日本テレビ） - 2014年9月24日、ゲストとして出演
- 演劇人は、夜な夜な、下北の街で呑み明かす…（BSスカパー）声の出演およびゲスト出演
- 福バカドラマPJ「ご参考までに。５」 (日本テレビ)2019年9月30日 、VTR出演[8]

### テレビドラマ
- ラブ・ジャッジ 第2作（2004年12月28日、TBS） - ウッチー 役
- リトル・チャロ（2008年7月、NHK）
- 33分探偵 第9話（2008年9月26日、フジテレビ） - 上京したての沖縄の女性 役
- 水曜ミステリー9 第2作「女かけこみ寺 刑事・大石水穂2」（2009年7月15日、テレビ東京 / BSジャパン） - 安中あき子 役
- ヤンキー君とメガネちゃん（2010年4月23日 - 6月25日、TBS） - 桑名ユキ 役
- 勇者ヨシヒコと魔王の城 第6話・第8話・第9話（2011年8月12日・26日・9月2日、テレビ東京） - 第6話・第8話 : 盗賊Eの妻 役、第9話 : ポロン（悪魔の声） 役
- コドモ警察（2012年4月19日 - 6月28日、MBS / 2012年4月17日 - 6月19日、TBS） - 武藤千種 役
- メグたんって魔法つかえるの? 第13話・第22話（2012年10月7日・12月9日、日本テレビ） - ブスメグたん 役
- ショムニ2013（2013年7月10日 - 9月18日、フジテレビ） - 女子社員・舞子 役
- 天魔さんがゆく 第2話・第3話（2013年7月22日・29日、TBS） - 女の霊 役
- MOZU Season1〜百舌の叫ぶ夜〜 第2話（2014年4月17日、TBS） - 桑野泰子 役
- 新解釈・日本史（2014年4月28日 - 6月23日、MBS / 2014年4月30日 - 6月25日、TBS） - レギュラー
- アオイホノオ（2014年7月19日 - 9月27日、テレビ東京） - ミノムシミノコ 役
- 偽装の夫婦（2015年10月7日 - 12月9日、日本テレビ） - 小田真理 役
- ニーチェ先生（2016年1月21日 - 3月23日、読売テレビ） - 店長の妻 役
- グッドパートナー 無敵の弁護士（2016年4月21日 - 6月16日、テレビ朝日） - グエン 役
- ふれなばおちん 第4話・第6話（2016年7月19日・8月2日、NHK BSプレミアム） - 松本さん 役
- 警視庁 ナシゴレン課 第3話（2016年11月1日、テレビ朝日） - 桐村美沙子 役
- アイドル×戦士 ミラクルちゅーんず! 第3話（2017年4月16日、テレビ東京） - 大武みどり 役
- サヨナラ、えなりくん（2017年5月1日 - 7月3日、テレビ朝日） - 片栗利江 役
- 民衆の敵〜世の中、おかしくないですか!?〜 第3話（2017年11月6日、フジテレビ） - 料理屋の店員 役
- 執事 西園寺の名推理 最終話（2018年6月8日、テレビ東京） - 綿貫友里恵 役
- コンフィデンスマンJP 最終話（2018年6月11日、フジテレビ） - ひろみ先生（偽者） 役
- 宮本から君へ 第10話（2018年6月9日、テレビ東京） - 飯島聡子 役
- 忘却のサチコ（2018年10月13日 - 12月29日、テレビ東京） - 岡田友里奈 役
  - 忘却のサチコ 新春スペシャル（2020年1月2日）
- 30歳まで童貞だと魔法使いになれるらしい 第3話（2020年10月23日、テレビ東京） - 同僚 役
- 珈琲いかがでしょう 第3話（2021年4月19日、テレビ東京） - 田中 役
- 今夜はコの字で Season2 第1話（2022年4月10日、BSテレ東） - 常連客 役[9]
- 赤いナースコール（2022年7月11日 - 9月26日、テレビ東京） - 野田千鶴子 役
- 真相は耳の中 第2話（2022年10月29日、テレビ東京） - 白田由香里 役[10]
- 孤独のグルメ Season10 第8話（2022年11月26日、テレビ東京）- 女将 役
- 夕暮れに、手をつなぐ 第1話 - 第3話・最終話（2023年1月17日 - 31日・3月21日、TBS） - のりこ 役[11]
- ブラッシュアップライフ 第5話（2023年2月5日、日本テレビ） - 向里屋春奈 役[12]
- こっち向いてよ向井くん（2023年7月12日 - 9月13日、日本テレビ） - 広瀬かおり 役[13]

### 配信ドラマ
- 10日間で運命の恋人を見つける方法 全6話（2014年4月 - 5月、BeeTV） - 編集長 役
- 今日からヒットマン（2014年10月1日、dビデオ powered by BeeTV） - OL 役
- 宇宙の仕事 第5話（2016年、Amazonプライム・ビデオ） - ゲルバーバ星人 役
- 銀魂2 -世にも奇妙な銀魂ちゃん- いくつになっても歯医者はイヤ編（2018年8月18日、dTV） - マッサージの女 役
- 珈琲“もう一杯”いかがでしょう 第3話（2021年4月20日、Paravi） - 田中 役

### ラジオ番組
- テリー伊藤のってけラジオ （ニッポン放送） - 水曜日・金曜日のレポーター担当（2003年1月 - 2005年1月）
- 伊集院光 日曜日の秘密基地 （TBSラジオ）準レギュラー
- Rio の‘伝説の空き地’（東海ラジオ）準レギュラー

### 映画
- THE3名様 スピンオフ「人生のピンチを救うパフェおやじの7つの名言」（2008年4月）
- コドモ警察（2013年3月20日、福田雄一監督） - 武藤千種 役
- HK 変態仮面（2013年4月13日）
- 薔薇色のブー子（2014年5月30日)
- 女子ーズ（2014年6月7日) - アパレルショップのバカップル（女）役
- ピカ☆★☆ンチ LIFE IS HARD たぶん HAPPY（2014年8月1日) - 妙子 役
- グレイトフルデッド (映画)（2014年11月1日)
- HK 変態仮面 アブノーマル・クライシス（2016年5月14日)
- アニバーサリー「＃地上300ｍのタダオ」（2016年10月22日) - 梅田桃子 役

### 舞台
- case02『厨房』（2008年6月18日 - 6月29日）
- パルコ・プロデュース公演 “ねずみの三銃士”第2回企画公演『印獣』（2009年10月13日 - 12月13日）
- 時計じかけのオレンジ（東海テレビ放送・キョードー東海、2011年2月24日 - 2月27日）[14]
- 明烏 -Akegarasu-（ブラボーカンパニー、2011年9月14日 - 9月19日）[15]
- NODA MAP 第17回公演『エッグ』（2012年9月5日 - 10月28日）[16]
- Doris&Orega Collection Vol.7「ブラザーブラザー」（2013年)
- サンダーバードでぶっとばせ！！（2014年)
- 農業系ROCKミュージカル「いただきます！」（2014年)
- 奇跡の人（2014年)
- Takayuki Suzui Project OOPARTS vol.3「HAUNTED HOUSE」（2016年）
- Takayuki Suzui Project Vol.5 OOPARTS  「リ・リ・リストラ～仁義ある戦い・ハンバーガー代理戦争」(2019年)